# Kishinouyeum sinensis
Kishinouyeum sinensis är en bönsyrseart som beskrevs av Ouchi 1938. Kishinouyeum sinensis ingår i släktet Kishinouyeum och familjen Mantidae. Inga underarter finns listade i Catalogue of Life.